# 住友不動産虎ノ門タワー
住友不動産虎ノ門タワー（すみともふどうさんとらのもんタワー）は、東京都港区虎ノ門二丁目2番1号に所在するオフィスビルである。旧名称JTビル（ジェイティビル）。

## 概要
日本たばこ産業の旧本社跡地に建設された超高層ビルである。オフィス棟は4本の大柱で支えられ地上20mに持ち上げられており、その下部のパブリックスペースは、室内側が水庭を囲む回遊式のアトリウム、屋外側が植栽のあるプラザとされていた。ただし、環状第2号線（新虎通り）の工事に伴いプラザの大半は削られている。頂部には緊急用ヘリポートを設けており、その形状が外観上の特徴となっている。オフィス階に行くにはセキュリティゲートを通る設計となっており、オフィス部分の半分は賃貸オフィスとして計画されている。
1995年にグッドデザイン賞を、翌1996年に第37回BCS賞を、それぞれ受賞している。
かつては日本たばこ産業が本社を置いていたが、同社は2020年10月5日に本社機能を神谷町トラストタワー（森トラスト）の26-30階に移転した。本ビルは住友不動産に売却され、2020年12月に住友不動産虎ノ門タワーに名称を変更した。

## 施設
2階には、1995年3月31日に開館した256席のコンサートホールJTアートホールアフィニスがあったが、本社移転のため2020年9月末に閉館。跡地には2021年4月1日にベルサール虎ノ門が開館した（一部は2021年2月1日にベルサールラウンジ虎ノ門として開業）。
また、1階の外堀通り側には、2006年4月3日にオープンしたMobile Ashtray Museum（携帯灰皿博物館）があったが、その後、2014年7月に小宮山雄飛のプロデュースによる喫煙可能なフリーラウンジのTORANOMON LOUNGEがオープンし、2017年にはPloom TECH専用ラウンジRethink Lounge TORANOMONにリニューアルされている。
1階には他に飲食店、コンビニエンスストア、喫茶店などがある。

## 事故
2009年10月8日、台風第18号の影響でJTビル7-8階のアルミ製外壁パネル8枚（各2,700mm×200mm、重さ3-5kg）が落下し、うち1枚が向かいのビルを直撃して3階の窓ガラス1枚を割る事故が起きた。

## 入居企業
- 特許庁[26]
- カタリナ マーケティング ジャパン[27]
- 大成ユーレック株式会社
- SMB建材（東京本社）[28]
- SBクリエイティブ株式会社

### かつての入居企業
- 日本たばこ産業（本社）[29]